# Sonate K. 354
La sonate K. 354 (F.302/L.68) en fa majeur est une œuvre pour clavier du compositeur italien Domenico Scarlatti.

## Présentation
La sonate K. 354, en fa majeur, notée Andante, forme un couple avec la sonate suivante (un Allegro) qui termine le volume VII du manuscrit de Venise — le premier des trois volumes copiés en 1754. De caractère typiquement « arcadien » selon Pestelli, sa texture est du genre de celles qu'on retrouve fréquemment dans le volume IX de Parme, avec une sonorité quelque peu ibérique.

## Manuscrits
Le manuscrit principal est le numéro 29 du volume VII (Ms. 9778) de Venise (1754), copié pour Maria Barbara ; les autres sont Parme IX 5 (Ms. A. G. 31414) et Münster II 5 (Sant Hs 3965).

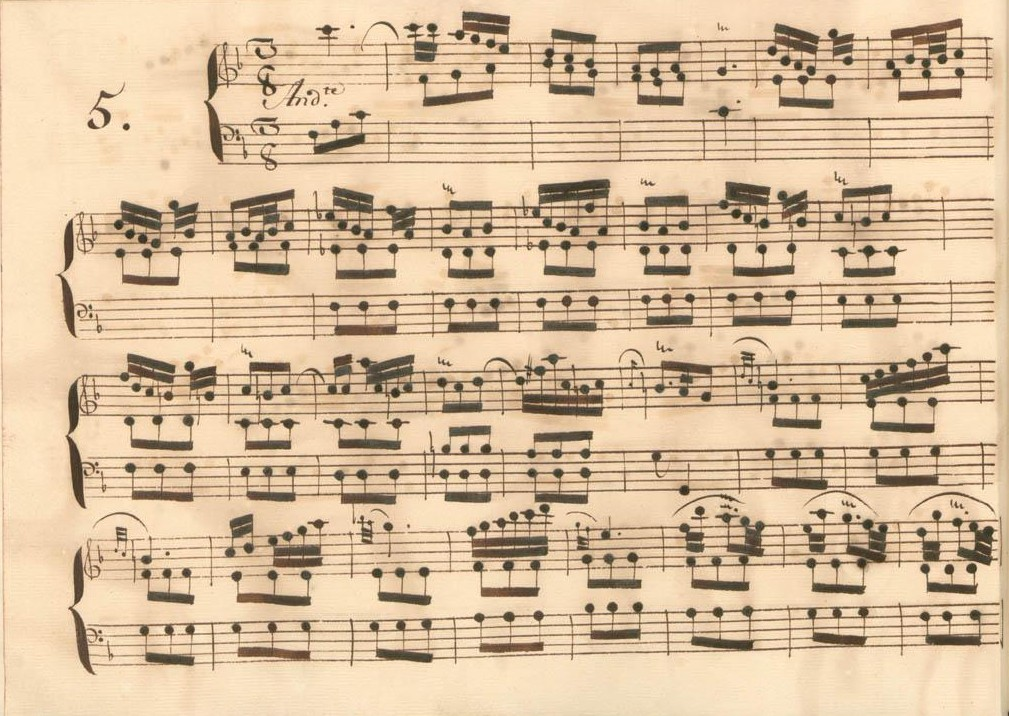
Parme IX 5.
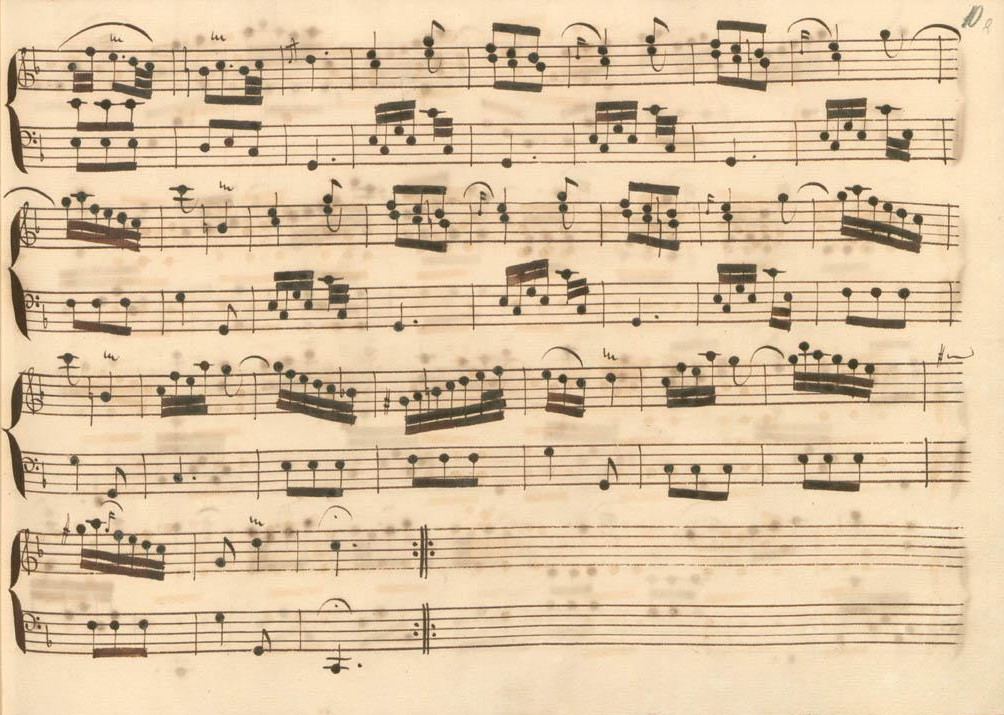
Parme IX 5 (fin de la première section).
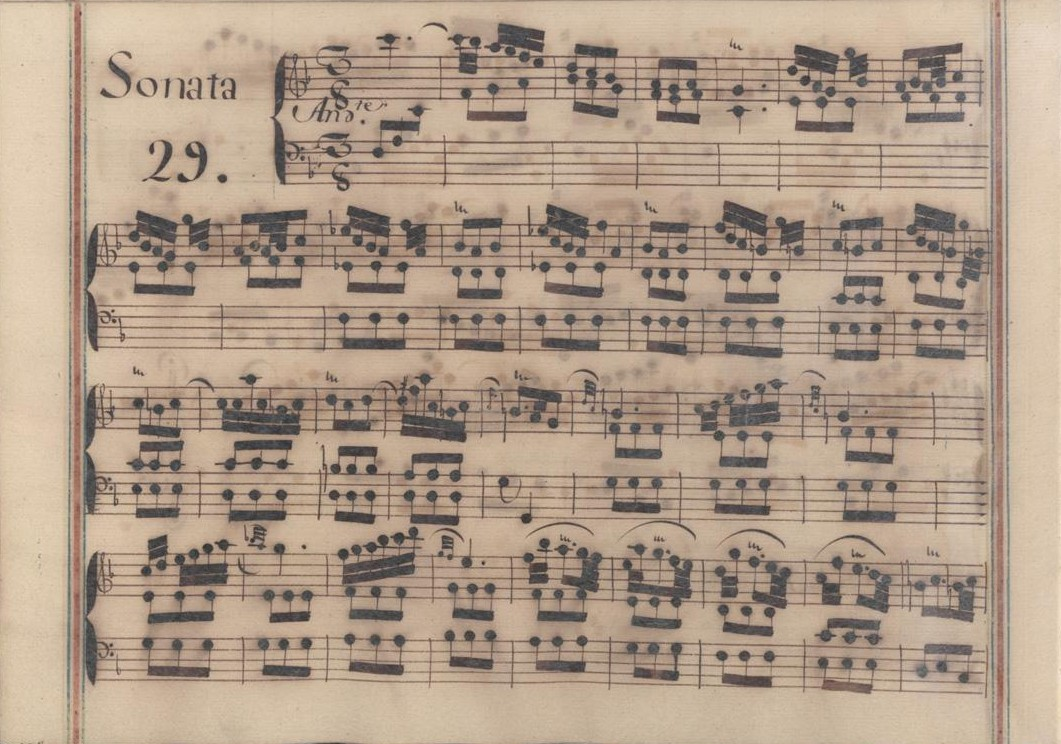
Venise VII 29.
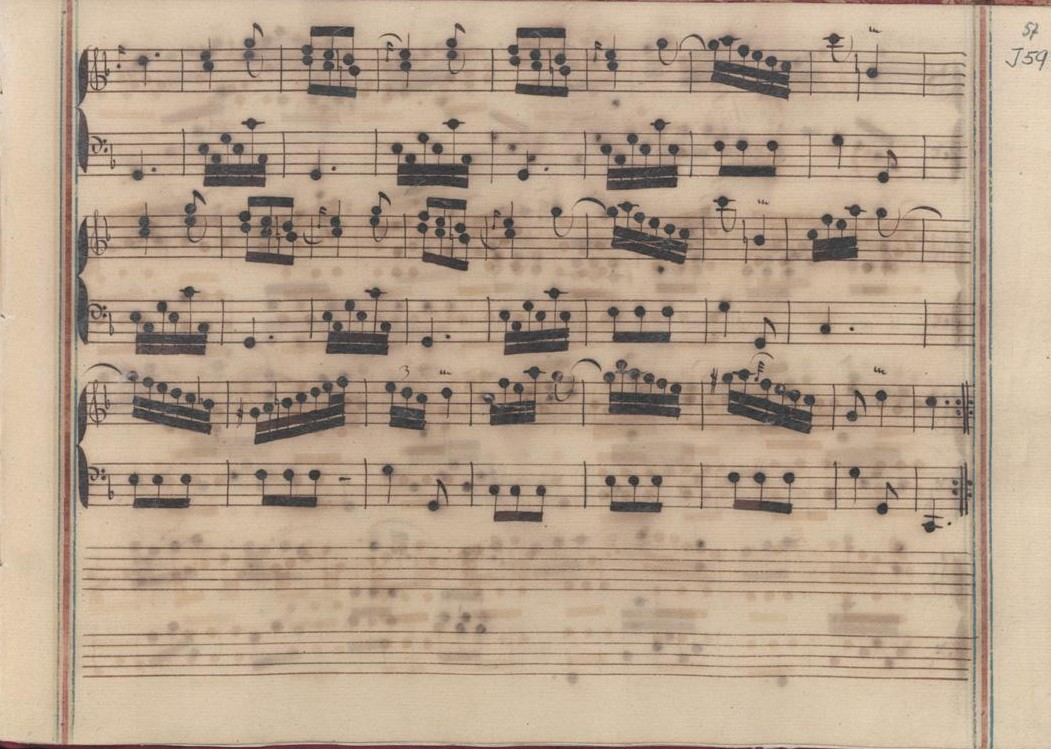
Venise VII 29 (fin de la première section).
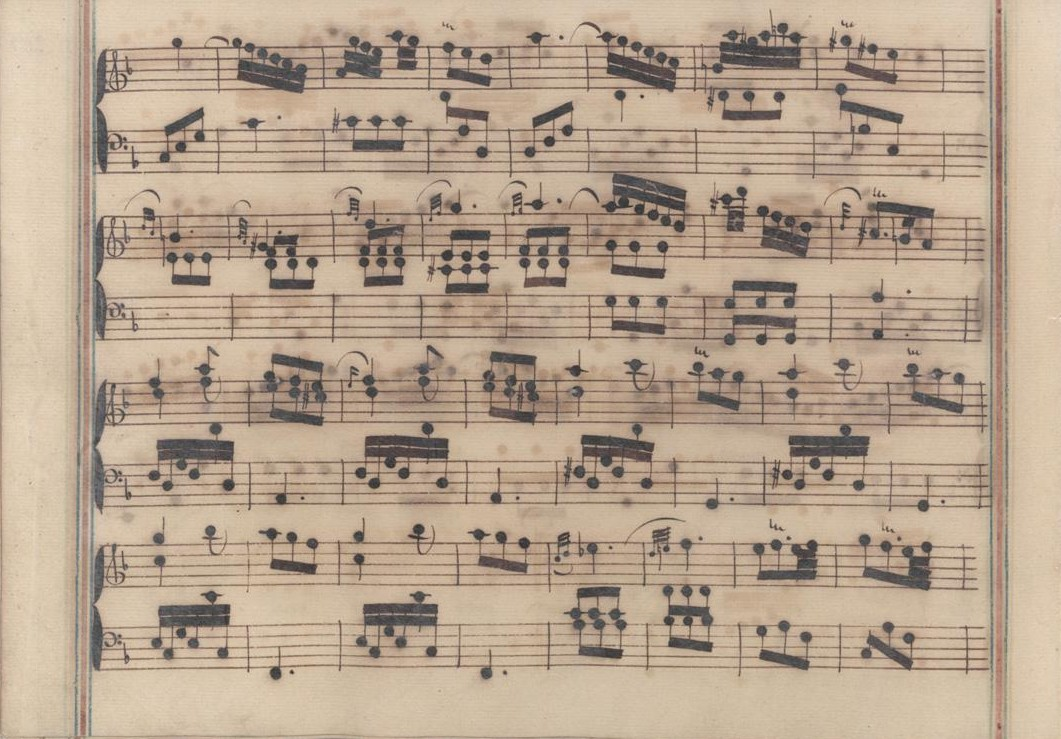
Venise VII 29 (début de la seconde section).
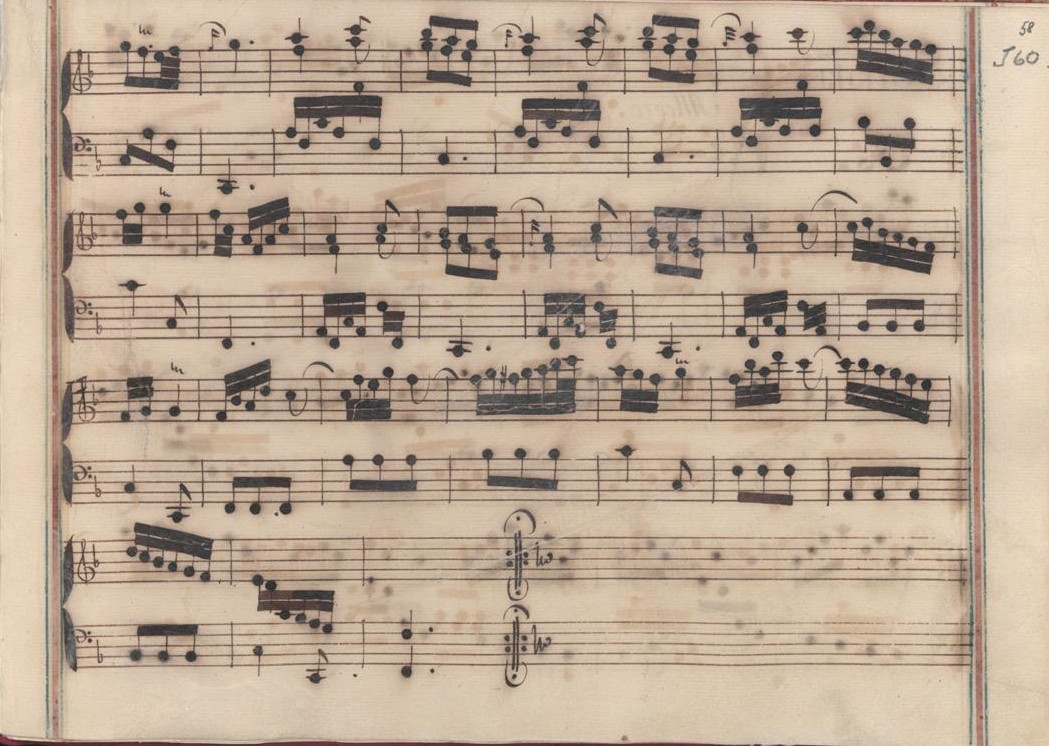
Venise VII 29 (fin de la sonate).

## Interprètes
La sonate K. 354 est défendue au piano, notamment par Carlo Grante (2013, Music & Arts, vol. 4) et Sergio Monteiro (2019, Naxos, vol. 23) ; au clavecin, elle est jouée  par Scott Ross (1985, Erato), Richard Lester (2003, Nimbus, vol. 3) et Pieter-Jan Belder (Brilliant Classics, vol. 8).

## Sources
: document utilisé comme source pour la rédaction de cet article.
- Ralph Kirkpatrick (trad. de l'anglais par Dennis Collins), Domenico Scarlatti, Paris, Lattès, coll. « Musique et Musiciens », 1982 (1re éd. 1953 (en)), 493 p. (ISBN 978-2-7096-0118-4, OCLC 954954205, BNF 34689181).
- Alain de Chambure, « Domenico Scarlatti, Intégrale des sonates — Scott Ross », Erato/Éditions Costallat (2564-62092-2 (livret : 2292-45309-2)), 1985 (OCLC 891183737) .
- (en) Carlo Grante, « Domenico Scarlatti, intégrale des sonates pour clavier (vol. 4) », Music & Arts (CD-1293), 2016 (OCLC 1020680576) .